# 놋페이
놋페이(일본어: 濃餅, 能平)는 채소와 유부 등을 넣고 끓인 맑은장국에 갈분을 풀어 걸쭉하게 만든 일본 요리이다.
요리하고 남은 야채 껍질과 꼭지를 참기름으로 볶고 삶아 국물로 낸 것으로, 지역에 따라서는 사용하는 재료나 점성 조절 등이 크게 다르지만, 주로 토란, 당근, 곤약, 표고버섯, 유부 등을 다시로 끓이고, 간장과 소금으로 맛을 내어, 녹말 등으로 걸쭉한 느낌을 낸다는 점은 동일하다. 가마보코, 주키니, 오이, 콜리플라워, 양파 등 독특한 향의 재료는 먼저 데쳐서 조리한다.
놋페이의 기원은 절의 참배객이 묵는 숙방(宿房)에서 남은 야채를 끓인 잡탕에 갈분으로 맛을 낸 중국식 소찬요리인 운편(雲片)을 건더기가 많은 장국으로 변형한 것이다. 사찰 요리에서 기원한 것이지만 오늘날에는 닭고기나 생선이 들어가기도 한다. 여기에 잘 어울리는 음식으로는 방어 데리야키 구이, 순무 절임 등의 반찬이 어울린다.
일본 전국에 퍼진 요리이기 때문에, 놋페이(のっぺい), 놋페이지루(のっぺい汁), 놋페이나베(のっぺい鍋) 등의 다양한 이름으로 불린다. 또 축제날이나 불교의식, 쇼가쓰(정월)날 행사에서 만들 때가 많다.